# Suzanne, c'est moi !
Pour plus de détails, voir Fiche technique et Distribution.
Suzanne, c'est moi ! (titre original : I Am Suzanne!) est un film américain en noir et blanc réalisé par Rowland V. Lee, sorti en 1933.

## Synopsis
Un jour qu'il se produit dans son spectacle avec ses marionnettes, Tony Malatini s'aperçoit qu'il n'y a que sept spectateurs dans la salle, et découvre que tout le monde va voir le spectacle de son concurrent, qui a pour vedette la danseuse Susanna. Fasciné par la jeune femme, Tony va la voir dans sa loge et lui demande s'il peut fabriquer une marionnette à son effigie et lui donner son prénom comme nom de scène. 
Susanna s'apprête à se marier avec son imprésario, appelé le Baron ; Tony la supplie d'y renoncer. Submergée par l'émotion, la jeune fille tombe dans la fosse d'orchestre, se blessant si grièvement aux jambes qu'il est à craindre qu'elle ne puisse plus jamais remarcher. Le Baron quitte alors Susanna, bien décidé à trouver une autre remplaçante pour en faire la nouvelle star de son spectacle.
Tony aide la jeune femme à récupérer jusqu'à ce qu'elle puisse marcher à nouveau. Tous deux travaillent ensemble sur un nouveau spectacle, Tony ayant appris à Susanna à manipuler les marionnettes. Il lui confie un jour qu'il considère ses marionnettes comme ses seules amies. Susanna décide finalement de retourner chez le Baron, laissant Tony au bord de la faillite. Ils se retrouveront à travailler ensemble dans un spectacle qui cristallise leur rivalité. 
Une nuit, Susanna, angoissée, fait un cauchemar dans lequel elle se retrouve face à un tribunal de marionnettes qui l'accusent. Plus tard, elle part s'excuser auprès de Tony ; celui-ci lui avoue son amour. De retour ensemble, Tony et Susanna connaîtront le succès avec leur nouveau spectacle.

## Fiche technique
- Titre original : I Am Suzanne!
- Titre français : Suzanne, c'est moi !
- Réalisation : Rowland V. Lee
- Scénario : Edwin Justus Mayer
- Musique : Friedrich Hollaender, Louis De Francesco
- Montage : Harold D. Schuster (non crédité)
- Photographie : Lee Garmes
- Producteur : Jesse L. Lasky
- Société de production et de distribution : Fox Film Corporation
- Pays de production :  États-Unis
- Langue originale : anglais américain
- Format : noir et blanc (teinté) — 35 mm — 1,37:1 — son : mono (Western Electric Noiseless Recording)
- Genre : Film musical, drame psychologique, romance
- Durée : 98 minutes (1 h 38)
- Dates de sortie : 
  - États-Unis : 25 décembre 1933
  - France : 23 mars 1934
  - Belgique : 14 septembre 1934

## Distribution
- Gene Raymond : Tony Malatini
- Lilian Harvey : Suzanne
- Leslie Banks : Adolpe 'Baron' Herring
- Georgia Caine : Mama
- Murray Kinnell : Luigi Malatini
- Halliwell Hobbes : Dr Lorenzo
- Lionel Belmore : marionnettiste / Satan